# Meyrignac-l'Église
Meyrignac-l'Église är en kommun i departementet Corrèze i regionen Nouvelle-Aquitaine i de centrala delarna av Frankrike. Kommunen ligger  i kantonen Corrèze som tillhör arrondissementet Tulle. År 2022 hade Meyrignac-l'Église 63 invånare.

## Befolkningsutveckling
Antalet invånare i kommunen Meyrignac-l'Église
Referens:INSEE